# Массон, Шана
Шана Франсиела Массон де Соуза (порт.-браз. Chana Franciela Masson de Souza; род. 18 декабря 1978, Капинзал, Санта-Катарина) — бразильская гандболистка, вратарь клуба «Хорсенс»; участница четырёх Олимпийских игр.

## Карьера

### Клубная
Массон начала заниматься гандболом в возрасте одиннадцати лет. Она уехала от родителей в возрасте 15 лет в Сан-Паулу ради тренировок и дальнейшего занятия гандболом. Там она стала играть за клуб «Гуарильос». Позднее она также играла за «Ульбию», после чего отправилась в Европу, подписав контракт с испанским клубом «Эльче». Затем она перешла в другой клуб Испании «Ферробус Мислата», в составе которого стала обладательницей Лиги Европы ЕГФ в 2000 году и Кубка Испании в 2001, 2003 и 2004 годах.
Массон перешла в датский клуб «Гандбольд» летом 2004 года. Однако в сезоне 2005/2006 основным вратарём команды стала венгерка Каталин Палингер, и Шана перешла в немецкий клуб «Лейпциг» летом 2005 года в надежде играть в основном составе и добиться успехов. В Лейпциге она выиграла чемпионат Германии в 2006 году и Кубок DHB в 2006 и 2007 годах. В 2007 году она вернулась в Данию и стала играть за клуб «Рандерс», победив в Лиге Европы ЕГФ в 2010 году и выиграв чемпионат Дании в 2012.
Летом 2013 года перешла в другой датский гандбольный клуб «Виборг». В 2014 году она выиграла чемпионат Дании, Кубок Дании и Кубок обладателей Кубков. Год спустя она подписала контракт с «Оденсе». Она объявила о завершении карьеры в 2017 году.
После завершения карьеры Шана вернулась в Бразилию и родила дочь. Спустя год она вернулась в Европу и благодаря норвежке Хайди Лёке возобновила карьеру в клубе «Сторхамар» в 2018 году. Она стала финалистом Кубка Норвегии 2018 года, а в 2019 повторила это достижение. С 2019 года играет за клуб российской Суперлиги ЦСКА. В 2021 году стала чемпионкой России после победы московского клуба в финале Суперлиги против «Ростов-Дона». Завоевав титул, Массон отказалась продлить контракт и перешла в датский «Хорсенс».

### В составе сборной Бразилии
Участница четырёх Олимпийских играх 2000, 2004, 2008 и 2012 годов. В 2012 году она заняла шестое место в составе сборной Бразилии. Массон трижды принимала участие в Панамериканских играх, побеждая со сборной в 1999, 2003 и 2007 годах. Она была включена в сборную звезд на чемпионате мира 2011 года. Незадолго до чемпионата мира 2013 года она завершила международную карьеру.